# Coupe du monde de rugby à XV 2023
Navigation
Coupe du monde 2019 Coupe du monde 2027
La Coupe du monde de rugby à XV 2023  a lieu en France du 8 septembre au 28 octobre 2023. Par rapport à l'édition précédente, le comité d'organisation et World Rugby ont ajouté une semaine afin « d'augmenter le nombre de jours de repos pour les joueurs ».
C'est la dixième édition de cette compétition disputée tous les quatre ans depuis 1987. La France organise la Coupe du monde pour la seconde fois, après celle de 2007. C'est également la quatrième édition avec des matchs disputés en France après celles de 1991 et de 1999, respectivement organisées par l'Angleterre et le Pays de Galles.
Cette édition est marquée par la toute première participation de l'équipe du Chili, qui devient ainsi la troisième nation sud-américaine à se qualifier pour une phase finale de coupe du monde. Sept des huit meilleures nations au classement World Rugby sont présentes au stade des quarts de finale. Cette édition voit de multiples évènements inédits se produire : la première défaite en phase de poules de la Nouvelle-Zélande lors du match d'ouverture contre l'hôte français, l'élimination de l'Australie dès la phase de poules et la première finale à confronter deux équipes ayant perdu l'un de leurs matchs de poule.
L'Afrique du Sud conserve son titre en remportant tous ses matchs à élimination directe sur la plus petite des marges, éliminant la France 29 à 28 en quart de finale, puis l'Angleterre 16 à 15 avant de retrouver les All Blacks, tombeurs de l'Irlande et de l'Argentine, en finale. L'équipe des Springboks devient ainsi championne du monde pour la quatrième fois, sur le score de 12 à 11, détenant seule le statut de la nation la plus titrée. Au cours de la petite finale, les Pumas échouent à reproduire leur performance du précédent mondial français de 2007 et sont vaincus par le XV de la Rose sur le score de 23 à 26.
Si World Rugby encaisse des bénéfices historiques, l'organisation de l'épreuve génère 55 millions d'euros de pertes pour la Fédération française. Les retombées pour le rugby français s'élèvent à 3,4 millions d'euros, dix fois moins qu'en 2007. La Cour des comptes dénonce « des prévisions initiales erronées » ainsi qu'une « fuite en avant permanente et des prises de risque toujours plus grandes » pour tenter d’équilibrer les comptes. La Fédération française de rugby présidée par Bernard Laporte avait notamment dépensé plus de 80 millions d'euros pour acquérir les droits sur les hospitalités,. La Cour des comptés avait pourtant émis ses premières alertes dès 2018, expliquant que « la situation est, jusqu’à la caricature, celle d’un schéma dans lequel les gains sont privatisés et les coûts (ou les pertes) socialisés ». Derrière l'« incontestable succès populaire, médiatique et sportif » que reconnaît le rapport de la Cour des comptes, le Mondial 2023 a laissé un trou financier béant mettant en danger la Fédération française de rugby.

## Préparation de l'événement

### Désignation du pays hôte
L'Afrique du Sud, l'Irlande et la France étaient candidates pour organiser la Coupe du monde 2023 après que l'Italie, un temps candidate, a finalement renoncé. Le 15 novembre 2017, la France est élue pays hôte à l'issue d'un vote organisé lors de la réunion World Rugby de Londres. Elle devance l'Afrique du Sud au deuxième tour par 24 voix contre 15.
| Nations candidates           | Note de satisfaction après étude du dossier | 1er tour | 2e tour |
| ---------------------------- | ------------------------------------------- | -------- | ------- |
| France                       | 75,88 %                                     | 18       | 24      |
| Afrique du Sud               | 78,97 %                                     | 13       | 15      |
| Irlande et Irlande du Nord   | 72,25 %                                     | 8        | —       |
| Total des suffrages exprimés | Total des suffrages exprimés                | 39       | 39      |

### Comité d'organisation
En 2018, un groupement d'intérêt public est créé pour organiser la compétition en France. Jacques Rivoal, ancien président de Volkswagen France, est nommé président tandis que Claude Atcher, directeur du comité de candidature, devient directeur du comité d'organisation. Claude Atcher est mis à pied à titre conservatoire le 2 septembre 2022. Il est remplacé par son adjoint Julien Collette jusqu'à l'issue d'une procédure disciplinaire qui est enclenchée après une enquête menée par l'inspection du travail sur un « malaise social profond » au sein du GIP puis est définitivement révoqué de son poste en octobre 2022.
La Fédération française de rugby possède 62 % des droits et des obligations du groupement d'intérêt public (37 % à l'État français et 1 % au CNOSF). En janvier 2023, à huit mois de la compétition, le président de la FFR, Bernard Laporte, se met en retrait de la présidence de la fédération pour se conformer à la demande du comité d'éthique du rugby français et du ministère des Sports après sa condamnation par le tribunal correctionnel de Paris en première instance pour « corruption passive », « trafic d’influence », « prise illégale d’intérêts », « recel d’abus de biens sociaux » et « abus de biens sociaux ».
Sébastien Chabal est nommé président du comité des joueurs chargé d'améliorer l'expérience des joueurs et des équipes engagées. Son statut d'ambassadeur lui permet d'acheter une centaine de billets pour les matchs de la compétition tandis que les salariés du comité d'organisation sont limités à huit places. Soupçonné de trafic de billets dans les médias, il assure distribuer ces places à son entourage sans faire de bénéfices.

### Villes et stades
La compétition se tiendra dans neuf stades différents :
| \| Stade de France Stade Vélodrome Parc OL Stade Pierre-Mauroy Stade de Bordeaux Stade Geoffroy-Guichard Stade de la Beaujoire Stade de Nice Stadium de Toulouse \| Localisation des stades de la compétition. |
| Stade de France Stade Vélodrome Parc OL Stade Pierre-Mauroy Stade de Bordeaux Stade Geoffroy-Guichard Stade de la Beaujoire Stade de Nice Stadium de Toulouse                                                  |

| Stade de France Stade Vélodrome Parc OL Stade Pierre-Mauroy Stade de Bordeaux Stade Geoffroy-Guichard Stade de la Beaujoire Stade de Nice Stadium de Toulouse |

### Identité graphique

Logo international en anglais.
Logo en français.
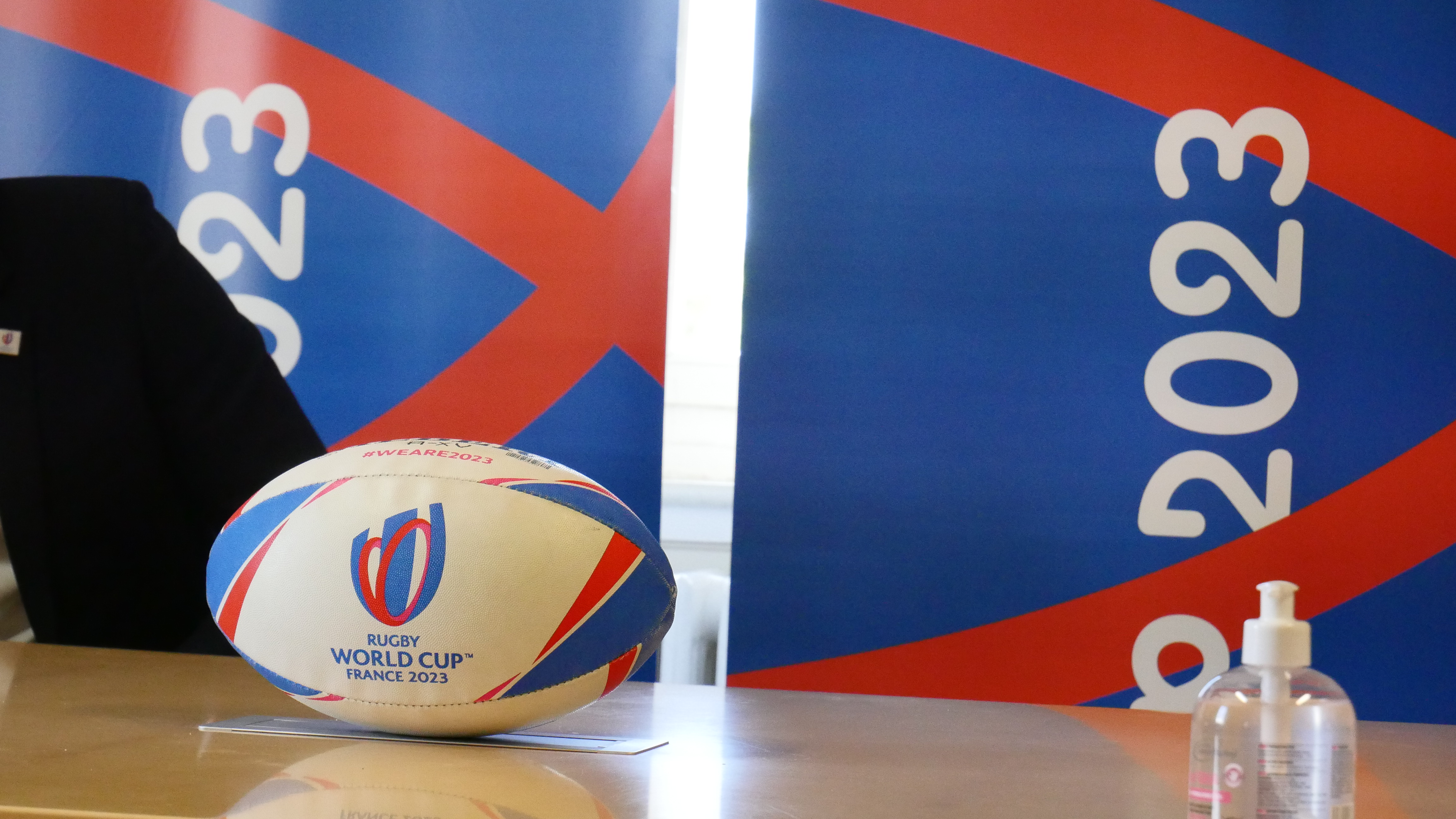
Ballon de rugby aux couleurs de la Coupe du monde de rugby 2023.
Pièce de 2 euros commémorative émise pour l'occasion

## Qualifications

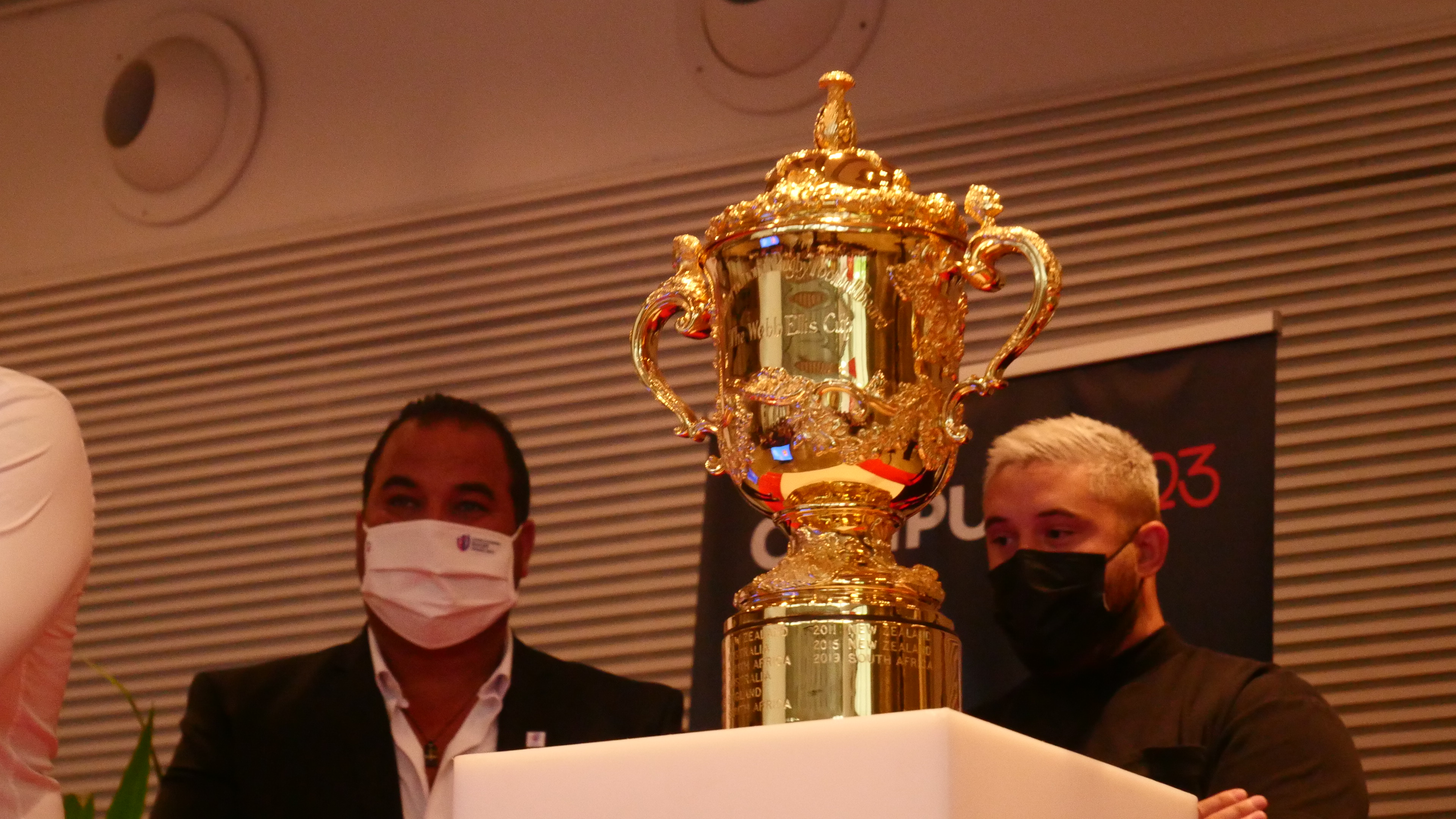
Le Trophée William Webb-Ellis décerné à l'équipe vainqueur de la Coupe du monde de rugby à XV.

La France est qualifiée en qualité de pays organisateur. Les douze équipes classées aux trois premières places de leur groupe lors de la Coupe du monde 2019 sont directement qualifiées.
Pour accompagner ces douze nations, World Rugby a défini en juin 2020 un processus de qualification spécifique :
- sept des huit places restantes sont attribuées à l'issue de tournois qualificatifs continentaux et transcontinentaux. Deux équipes seront ainsi qualifiées à l'issue du Championnat international d'Europe de rugby à XV, deux autres à l'issue des tournois de la zone Amériques, une à l'issue de la Coupe d'Afrique, une à l'issue d'un match de qualification pour la zone Océanie et une dernière à la suite du barrage entre une équipe de la zone Océanie et une équipe asiatique.
- en novembre 2022, un tournoi toutes rondes a mis aux prises la troisième meilleure équipe des Amériques, la troisième du championnat international d'Europe, la finaliste de la Coupe d'Afrique et le perdant du barrage Asie-Océanie pour l'ultime chance de qualification.

| Carte                                                            | Amérique du Nord, Antilles et Caraïbes (Rugby Americas North)                                          | Europe (Rugby Europe) | Asie (Asia Rugby) |
| ---------------------------------------------------------------- | --- | --- | ----------------- |
|                                                                  | Aucun qualifié                                                                                         | France PO Angleterre Écosse Roumanie q : 9e phase finale Géorgie q : 6e phase finale Irlande Italie Pays de Galles Portugal q : 2e phase finale | Japon             |
| Amérique du Sud (Sudamérica Rugby)                               | Océanie (Oceania Rugby)                                                                                | France PO Angleterre Écosse Roumanie q : 9e phase finale Géorgie q : 6e phase finale Irlande Italie Pays de Galles Portugal q : 2e phase finale |                   |
| Argentine Uruguay q : 5e phase finale Chili q : 1re phase finale | Australie Nouvelle-Zélande Fidji : 9e phase finale Samoa q : 9e phase finale Tonga q : 9e phase finale | France PO Angleterre Écosse Roumanie q : 9e phase finale Géorgie q : 6e phase finale Irlande Italie Pays de Galles Portugal q : 2e phase finale |                   |
| Afrique (Rugby Afrique)                                          | Australie Nouvelle-Zélande Fidji : 9e phase finale Samoa q : 9e phase finale Tonga q : 9e phase finale | France PO Angleterre Écosse Roumanie q : 9e phase finale Géorgie q : 6e phase finale Irlande Italie Pays de Galles Portugal q : 2e phase finale |                   |
| Afrique du Sud T : 8e phase finale Namibie q : 7e phase finale   | Australie Nouvelle-Zélande Fidji : 9e phase finale Samoa q : 9e phase finale Tonga q : 9e phase finale | France PO Angleterre Écosse Roumanie q : 9e phase finale Géorgie q : 6e phase finale Irlande Italie Pays de Galles Portugal q : 2e phase finale |                   |

## Acteurs de la Coupe du monde

### Joueurs
Dans le but d'améliorer la protection de la santé des joueurs, World Rugby annonce que les effectifs de chaque équipe nationale passent de 31 à 33 joueurs, une première dans l'histoire de la compétition, faisant un total de 660 joueurs convoqués pour la compétition.
D'un point de vue statistiques, la Nouvelle-Zélande est l'équipe qui compte la moyenne de sélections par joueurs la plus élevée de la compétition avec un nombre de 46, qui est notamment augmenté par la présence du joueur le plus capé du Mondial : Sam Whitelock et ses 146 sélections.
La sélection la plus âgée est celle de l'Afrique du Sud dont la moyenne est de 29,8 ans par joueur, tandis que l'Australie est la plus jeune avec une moyenne de 25,8 ans par joueur avec notamment la présence du plus jeune joueur de la compétition : Max Jorgensen qui fête ses 19 ans le 2 septembre, six jours avant l'ouverture de la Coupe du monde. Le joueur le plus âgé est le Namibien Pieter-Jan van Lill, avec ses 39 ans et qui va disputer sa quatrième Coupe du monde.
Au niveau des clubs qui comptent le plus de joueurs sélectionnés pour la compétition, c'est la franchise chilienne de Selknam, qui compte 30 joueurs exclusivement Chiliens appelés, qui détient cette première place. Cette dernière est suivie par les Moana Pasifika et leurs 19 joueurs convoqués, composé de dix Samoans et de neuf Tongiens. Trois équipes ont également 18 joueurs sélectionnés : le Benetton Trévise, le Leinster ainsi que Peñarol Rugby. Tandis que le Stade toulousain est le club français comptant le plus de joueurs appelés avec 17 joueurs.
De plus, 161 joueurs sélectionnés pour la Coupe du monde sont nés hors des frontières du pays qui les a appelés, soit dix-sept de plus que lors de l'édition 2019, seulement l'Afrique du Sud, l'Argentine et la Namibie n'ont aucun joueur né à l'extérieur de leur pays. Les joueurs nés hors de leur pays de sélection sont sélectionnés en vertu de l'origine de leurs parents ou grands-parents, mais aussi après une période de résidence dans le pays concerné. De plus, depuis novembre 2021, World Rugby met en place une possibilité pour les joueurs de changer de sélection nationale après n'avoir plus été sélectionné dans leur équipe nationale d'origine depuis trois ans. Cependant, pour jouer pour une autre sélection, ils doivent être né dans le pays pour lequel le joueur souhaite évoluer ou avoir un parent ou un grand-parent né dans ce pays. Un changement de règlement qui profite notamment aux Samoa et aux Tonga qui convoquent entre autres Charlie Faumuina et Christian Lealiifano pour les premiers, puis Adam Coleman et Malakai Fekitoa pour les seconds qui ont tous déjà participé à une Coupe du monde avec un autre pays.

### Arbitres
La liste est révélée par World Rugby.
Liste des douze arbitres choisis
| Rugby Europe                                                                                                   | Oceania Rugby                                              | Rugby Afrique |
| --- | ---------------------------------------------------------- | ------------- |
| - Karl Dickson - Luke Pearce - Matthew Carley - Wayne Barnes - Mathieu Raynal - Nika Amashukeli - Andrew Brace | - Angus Gardner - Nic Berry - Ben O'Keeffe - Paul Williams | - Jaco Peyper |

## Phase finale

### Règlement
Au premier tour, les équipes sont réparties dans 4 poules de 5 équipes. Le format est celui d'un mini-championnat : dans chaque poule, chaque équipe joue un match contre toutes les autres équipes de la poule et se voit attribuer un certain nombre de points en fonction de l'issue du match.
Les tours suivants sont à élimination directe.

#### Attribution des points
Points de classement :
- Victoire ou forfait de l’équipe adverse : 4 points
- Match nul ou match annulé : 2 points
- Défaite ou forfait : 0 point.

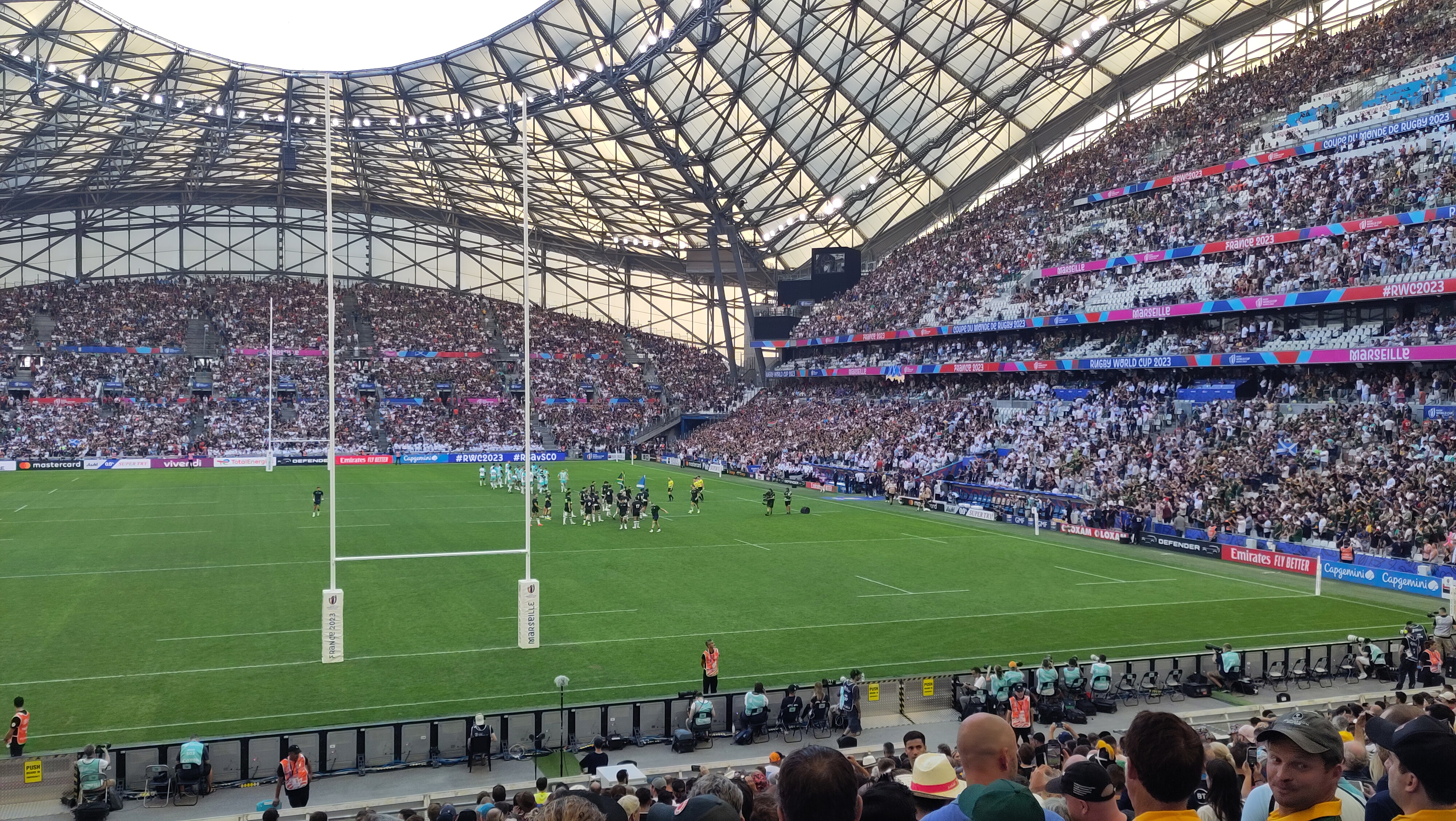
Afrique du Sud - Écosse au Vélodrome de Marseille le 10 septembre 2023.

De plus, des points bonus peuvent être attribués comme suit :
- Bonus offensif (1 point) : si au moins 4 essais sont marqués (quelle que soit l'issue du match)
- Bonus défensif (1 point) : en cas de défaite avec un écart inférieur ou égal à 7 points.

Une équipe défaite peut cumuler les deux types de bonus lors d'un même match.

#### Règles de classement
Les équipes sont ensuite classées dans leur poule selon les critères suivants (dans l'ordre) :
1. le plus grand nombre de points marqués à l'issue de tous les matchs de poule
2. en cas d'égalité de points, le vainqueur du match ayant opposé les équipes concernées
3. la meilleure différence de points terrain, marqués et concédés lors de tous les matchs disputés au sein de la poule
4. la meilleure différence entre les essais marqués et concédés lors de tous les matchs de poule
5. l'équipe ayant marqué le plus grand nombre de points terrain lors de tous les matchs de poule
6. l'équipe ayant marqué le plus grand nombre d'essais lors de tous les matchs de poule
7. l'équipe la mieux classée au classement World Rugby du 14 octobre 2019.

En cas d'égalité à trois ou plus, on détermine le premier à partir du critère 3, puis on reprend au critère 2 pour déterminer le deuxième.
Les deux premiers de chaque poule accèdent à la phase à élimination directe, le premier d'une poule rencontrant le deuxième de la poule voisine (A – B et C – D). Premier et deuxième d'une même poule ne peuvent s'affronter à nouveau avant la finale ou le match pour la troisième place.

#### Égalité lors de la phase à élimination directe
En cas d'égalité à l’issue du temps réglementaire, une prolongation de deux fois dix minutes est jouée. En cas de nouvelle égalité à l’issue de cette prolongation, une autre prolongation en « mort subite » de dix minutes est mise en place, la première équipe qui marque dans cette période remporte la rencontre. Si aucune équipe n'inscrit de points dans cette période, des tirs au but sont alors organisés avec cinq joueurs de chaque équipe. Au bout des dix tirs, l'équipe qui dispose d'une marge décisive remporte le match. Cependant, si les dix tirs n'ont pas départagé les équipes, les tirs au but sont prolongés sur la base d'une nouvelle mort subite, le premier tireur qui rate son tir concède la victoire.

### Calendrier
Le 22 février 2021, la World Rugby annonce plusieurs mesures relatives à l'intégrité physique des joueurs :
1. Le nombre de jours de repos entre deux rencontres est augmenté. Pour la première fois dans l'histoire de la compétition, les équipes disposeront d'au moins cinq jours de préparation et de récupération avant le match suivant.
2. La phase de poules est prolongée d'une semaine (à partir du 8 septembre).
3. Les effectifs sont élargis, passant de 31 à 33 joueurs désormais, afin de faciliter la gestion d'équipe.
4. Les durées et fréquences des déplacements sont considérablement réduits.
5. Les charges à l'entraînement sont abaissées, afin d'éviter toute blessure grave (notamment de commotion cérébrale).

| - Cérémonies - Matchs de poules - Quarts de finales - Demi-finales - Troisième place - Finale |

| Premier tour                | Septembre | Septembre | Septembre | Septembre | Septembre | Septembre | Septembre | Septembre | Septembre | Septembre | Septembre | Septembre | Septembre | Septembre | Septembre | Septembre | Septembre | Septembre | Septembre | Septembre | Septembre | Septembre | Septembre | Octobre | Octobre | Octobre | Octobre | Octobre | Octobre | Octobre | Octobre |
| Premier tour                | Ve 8      | Sa 9      | Di 10     | Lu 11     | Ma 12     | Me 13     | Je 14     | Ve 15     | Sa 16     | Di 17     | Lu 18     | Ma 19     | Me 20     | Je 21     | Ve 22     | Sa 23     | Di 24     | Lu 25     | Ma 26     | Me 27     | Je 28     | Ve 29     | Sa 30     | Di 1er  | Lu 2    | Ma 3    | Me 4    | Je 5    | Ve 6    | Sa 7    | Di 8    |
| --------------------------- | --------- | --------- | --------- | --------- | --------- | --------- | --------- | --------- | --------- | --------- | --------- | --------- | --------- | --------- | --------- | --------- | --------- | --------- | --------- | --------- | --------- | --------- | --------- | ------- | ------- | ------- | ------- | ------- | ------- | ------- | ------- |
| Cérémonies                  | O         |           |           |           |           |           |           |           |           |           |           |           |           |           |           |           |           |           |           |           |           |           |           |         |         |         |         |         |         |         |         |
| Poule A                     | 1         | 1         |           |           |           |           | 1         | 1         |           |           |           |           | 1         | 1         |           |           |           |           |           | 1         |           | 1         |           |         |         |         |         | 1       | 1       |         |         |
| Poule B                     |           | 1         | 1         |           |           |           |           |           | 1         | 1         |           |           |           |           |           | 1         | 1         |           |           |           |           |           | 1         | 1       |         |         |         |         |         | 1       | 1       |
| Poule C                     |           | 1         | 1         |           |           |           |           |           | 1         | 1         |           |           |           |           |           | 1         | 1         |           |           |           |           |           | 1         | 1       |         |         |         |         |         | 1       | 1       |
| Poule D                     |           | 1         | 1         |           |           |           |           |           | 1         | 1         |           |           |           |           | 1         | 1         |           |           |           |           | 1         |           | 1         |         |         |         |         |         |         | 1       | 1       |
| Phase à élimination directe | Octobre   | Octobre   | Octobre   | Octobre   | Octobre   | Octobre   | Octobre   | Octobre   | Octobre   | Octobre   | Octobre   | Octobre   | Octobre   | Octobre   | Octobre   | Octobre   | Octobre   | Octobre   | Octobre   | Octobre   |           |           |           |         |         |         |         |         |         |         |         |
| Phase à élimination directe | Lu 9      | Ma 10     | Me 11     | Je 12     | Ve 13     | Sa 14     | Di 15     | Lu 16     | Ma 17     | Me 18     | Je 19     | Ve 20     | Sa 21     | Di 22     | Lu 23     | Ma 24     | Me 25     | Je 26     | Ve 27     | Sa 28     |           |           |           |         |         |         |         |         |         |         |         |
| Cérémonies                  |           |           |           |           |           |           |           |           |           |           |           |           |           |           |           |           |           |           |           | C         |           |           |           |         |         |         |         |         |         |         |         |
| Phase finale                |           |           |           |           |           | 2         | 2         |           |           |           |           | 1         | 1         |           |           |           |           |           | 1         | 1         |           |           |           |         |         |         |         |         |         |         |         |

### Premier tour

#### Tirage au sort
Initialement programmé le 30 novembre 2020, le tirage au sort a finalement lieu le 14 décembre à Paris, au Palais Brongniart.
En décembre 2020, World Rugby désigne six ambassadeurs de « l'art d'être Français » afin de participer au tirage au sort :
- Yann Arthus-Bertrand, photographe et militant écologiste ;
- Jean Dujardin, acteur ;
- Christian Louboutin, styliste ;
- Alice Renavand, danseuse ;
- Guy Savoy, chef cuisinier ;
- Jean-Michel Wilmotte, architecte.

Les équipes sont réparties en cinq chapeaux de quatre équipes :
- Chapeau 1 :  Afrique du Sud,  Nouvelle-Zélande,  Angleterre,  Pays de Galles
- Chapeau 2 :  Irlande,  Australie,  France,  Japon
- Chapeau 3 :  Écosse,  Argentine,  Fidji,  Italie
- Chapeau 4 :  Samoa,  Géorgie,  Uruguay,  Tonga
- Chapeau 5 :  Roumanie,  Namibie,  Chili,  Portugal

Le tirage au sort donne les compositions suivantes des poules :
| Poule A - Nouvelle-Zélande - France - Italie - Uruguay - Namibie | Poule B - Afrique du Sud - Irlande - Écosse - Tonga - Roumanie | Poule C - Pays de Galles - Australie - Fidji - Géorgie - Portugal | Poule D - Angleterre - Japon - Argentine - Samoa - Chili |

#### Légende des classements
|  | Qualifié pour les quarts de finale et directement pour la Coupe du monde 2027                     |
|  | Éliminé de la compétition mais qualifié directement pour la Coupe du monde 2027                   |
|  | Éliminé de la compétition, participation aux qualifications requises pour la Coupe du monde 2027. |

#### Poule A
| Rang | Pays             | J | V | N | D | Bo | Bd | Pm  | Pe  | Diff | Pts |
| ---- | ---------------- | - | - | - | - | -- | -- | --- | --- | ---- | --- |
| 1    | France           | 4 | 4 | 0 | 0 | 2  | 0  | 210 | 32  | +178 | 18  |
| 2    | Nouvelle-Zélande | 4 | 3 | 0 | 1 | 3  | 0  | 253 | 47  | +206 | 15  |
| 3    | Italie           | 4 | 2 | 0 | 2 | 2  | 0  | 114 | 181 | -67  | 10  |
| 4    | Uruguay          | 4 | 1 | 0 | 3 | 1  | 0  | 65  | 164 | -99  | 5   |
| 5    | Namibie          | 4 | 0 | 0 | 4 | 0  | 0  | 37  | 255 | -218 | 0   |

Le XV de France, pays hôte, ouvre la compétition face à la Nouvelle-Zélande. Devant son public, l'équipe de France s'impose 27-13 pour son premier match et fait subir à la Nouvelle-Zélande la première défaite de son histoire en phase de poules de Coupe du monde. De son côté, l'Italie se défait de la Namibie avec sept essais marqués et le bonus offensif.
Lors de la deuxième journée, l'équipe de France met en place une équipe remaniée face à l'Uruguay qui commence la compétition. La France s'impose, mais sans obtenir le bonus offensif face à des Uruguayens surprenants. Dans l'autre rencontre, la Nouvelle-Zélande l'emporte face à la Namibie en marquant onze essais, ne concédant qu'une seule pénalité (71-3).
Pour le compte de la troisième journée, l'Uruguay est défait 38-17 par l'Italie malgré une avance de dix points à la pause (17-7). La France réalise la plus large victoire de son histoire face à la Namibie avec quatorze essais et un score de 96 à 0.
Face à la Namibie qui joue son dernier match, l'Uruguay est mené au score pendant une soixantaine de minutes, mais obtient sa première victoire de la compétition, 36 à 26, face à une Namibie qui termine son mondial sans obtenir le moindre point. Alors qu'une victoire contre les All Blacks leur aurait assuré la qualification pour les quarts de finale ainsi que celle de la France, l'Italie est sèchement battue (96-17) et encaisse quatorze essais.
Malgré un score resté vierge durant les vingt premières minutes, les Blacks terminent leur phase de poules en battant l'Uruguay par 73 à 0 et confirment leur qualification pour la suite de la compétition. La rencontre entre l'Italie et la France est un quasi huitième de finale, puisque (sauf match nul qui qualifierait la France, ainsi qu'une défaite de celle-ci avec deux points de bonus) le vainqueur accèdera aux quarts de finale. Mais le suspens ne dure que le temps des hymnes, les Bleus dominant la Squadra dès les premières minutes et obtenant une large victoire 60 à 7. Le XV de France réalise le Grand Chelem dans sa poule pour la première fois depuis vingt ans.

#### Poule B
| Rang | Club           | J | V | N | D | Bo | Bd | Pm  | Pe  | Diff | Pts |
| ---- | -------------- | - | - | - | - | -- | -- | --- | --- | ---- | --- |
| 1    | Irlande        | 4 | 4 | 0 | 0 | 3  | 0  | 190 | 46  | +144 | 19  |
| 2    | Afrique du Sud | 4 | 3 | 0 | 1 | 2  | 1  | 151 | 34  | +117 | 15  |
| 3    | Écosse         | 4 | 2 | 0 | 2 | 2  | 0  | 146 | 71  | +75  | 10  |
| 4    | Tonga          | 4 | 1 | 0 | 3 | 1  | 0  | 96  | 177 | -81  | 5   |
| 5    | Roumanie       | 4 | 0 | 0 | 4 | 0  | 0  | 32  | 287 | -255 | 0   |

Dans le groupe B, considéré comme le groupe de la mort, l'Irlande, vainqueur du dernier Tournoi des Six Nations en date, affronte la Roumanie pour son premier match. Bien que la Roumanie inscrive un essai seulement trois minutes après le début de la rencontre, celle-ci est totalement à l'avantage du XV du Trèfle qui inscrit une douzaine d'essais. L'Afrique du Sud affronte de son côté l'Écosse dans un match avec une première période fermée avant que les Springboks n'inscrivent deux essais après la mi-temps. Aucun point ne sera marqué pendant la dernière demi-heure du match et le XV du chardon échoue à remporter le bonus défensif.
Les Irlandais poursuivent le tournoi avec une victoire face aux Tonga avec huit essais marqués, tandis que les Sud-Africains battent les Roumains sur le score de 76 à 0. Le choc entre l'Irlande et l'Afrique du Sud voit la courte victoire du XV du Trèfle, dans une rencontre où chaque équipe a pu marquer un essai, mais les Springboks parviennent à ramener le bonus défensif. Les Écossais battent ensuite à leur tour les Tonga en marquant sept essais.
Le XV du chardon remporte aisément son troisième match contre la Roumanie (84 - 0) tandis que l'Afrique du Sud termine sa phase de poules en battant les Tonga par 49 à 18. Les Springboks sont alors presque certains d'une qualification en quart de finale, sauf cas peu probable sans être impossible : une victoire des Écossais avec plus de 20 points d'avance et un bonus offensif pour les deux équipes les qualifieraient pour la suite de la compétition aux dépens de l'Afrique du Sud.
Irlandais et Écossais s'affrontent pour un quasi huitième de finale, le vainqueur se qualifiant pour la suite de la compétition. Une courte défaite serait néanmoins favorable à l'Irlande. Le XV du Trèfle met rapidement fin au suspens, menant 26 à 0 à la mi-temps, puis l'emportant 36 à 14. Les Écossais sauvent toutefois l'honneur en inscrivant deux essais peu après l'heure de jeu en moins de deux minutes. Enfin, dans un match pour l'honneur entre derniers de la poule, les Tonga battent la Roumanie par 45 à 24.

#### Poule C
| Rang | Pays           | J | V | N | D | Bo | Bd | Pm  | Pe  | Diff | Pts |
| ---- | -------------- | - | - | - | - | -- | -- | --- | --- | ---- | --- |
| 1    | Pays de Galles | 4 | 4 | 0 | 0 | 3  | 0  | 143 | 59  | +84  | 19  |
| 2    | Fidji          | 4 | 2 | 0 | 2 | 1  | 2  | 88  | 83  | +5   | 11  |
| 3    | Australie      | 4 | 2 | 0 | 2 | 2  | 1  | 90  | 91  | -1   | 11  |
| 4    | Portugal       | 4 | 1 | 1 | 2 | 0  | 0  | 64  | 103 | -39  | 6   |
| 5    | Géorgie        | 4 | 0 | 1 | 3 | 0  | 1  | 64  | 113 | -49  | 3   |

La poule C débute par la confrontation entre l'Australie et la Géorgie. D'entrée de jeu, les Wallabies marquent deux essais et ramènent le bonus offensif tandis que les Géorgiens parviennent à marquer deux essais mais ne ramènent pas de bonus. Le XV du Poireau affronte les îles Fidji pour commencer son mondial au cours d'un match très fermé, chaque équipe marquant deux essais en première période. Alors que les Gallois assurent le bonus offensif dès le milieu de la seconde période, les Fidjiens les surprennent en marquant deux essais dans les dix dernières minutes du match, arrachant également le précieux bonus ainsi que son équivalent défensif. Deux autres essais leur sont refusés durant le même laps de temps. Le Pays de Galles gagne la rencontre, dont l'arbitrage est toutefois critiqué sur les dernières actions fidjiennes.
Les Gallois battent par la suite le Portugal en ramenant le bonus offensif, tandis que les Fidji surprennent en battant leurs voisins australiens, notamment grâce aux nombreuses pénalités concédées par ces derniers. L'Australie obtient néanmoins de justesse le bonus défensif après l'ultime pénalité manquée des Fidji dans les arrêts de jeu. La Géorgie et le Portugal font par la suite match nul avant que l'Australie n'affronte le Pays de Galles dans un match à enjeu élevé pour les Wallabies. Le match est toutefois complètement à l'avantage des Gallois : les Australiens encaissent trois essais et n'en marquent aucun. La rencontre se termine sur le lourd score de 40 à 6 et, avec cette deuxième défaite, rend probable une historique élimination de l'Australie dès la phase de poules.
Les Fidjiens ont toutes les difficultés face à une Géorgie qui aligne une solide défense et mène au score pendant toute la première heure de jeu. Les Fidji parviennent toutefois à arracher la victoire, non sans frôler une égalisation des Géorgiens, voire une défaite, à la dernière minute, mais ne valident pas encore définitivement leur qualification pour la phase à élimination directe. Les Wallabies gardent une petite chance de qualification grâce à leur victoire bonifiée contre le Portugal, mais leur destin dépend du résultat des Fidji contre ce même Portugal.
Les Gallois valident leur première place en battant largement la Géorgie. Pour le dernier match de cette phase de poules, les Fidjiens ont besoin d'un point de classement pour obtenir leur ticket pour les quarts de finale. Ils l'obtiennent malgré une défaite 23-24 qui voit pour la première fois le Portugal remporter un match en Coupe du monde. Les Fidji et l'Australie se retrouvent à égalité en points de classement. Le règlement prévoit dans ce cas que le départage se fait par la confrontation directe, laquelle a vu la victoire des Fidji sur l'Australie.

#### Poule D
| Rang | Pays       | J | V | N | D | Bo | Bd | Pm  | Pe  | Diff | Pts |
| ---- | ---------- | - | - | - | - | -- | -- | --- | --- | ---- | --- |
| 1    | Angleterre | 4 | 4 | 0 | 0 | 2  | 0  | 150 | 39  | +111 | 18  |
| 2    | Argentine  | 4 | 3 | 0 | 1 | 2  | 0  | 127 | 69  | +58  | 14  |
| 3    | Japon      | 4 | 2 | 0 | 2 | 1  | 0  | 109 | 107 | +2   | 9   |
| 4    | Samoa      | 4 | 1 | 0 | 3 | 1  | 2  | 92  | 75  | +17  | 7   |
| 5    | Chili      | 4 | 0 | 0 | 4 | 0  | 0  | 27  | 215 | -188 | 0   |

Les matchs de la dernière poule sont lancés par le XV de la Rose face à l'Argentine. Le seul essai de la rencontre est marqué par les Pumas mais en raison d'un nombre élevé de pénalités concédées et de trois drops marqués par George Ford, le match est remporté par les Anglais. Le Japon, malgré un premier essai encaissé au début de match, bat le Chili en marquant six essais.
Les Samoa rentrent dans la compétition en battant à leur tour le Chili avec cinq essais, non sans avoir été également surpris par un essai dès le début du match. Après une première mi-temps serrée, les Anglais remportent leur deuxième match face aux Japonais et arrachent le bonus offensif à la dernière minute.
Les Samoa sont vaincues par l'Argentine et échouent à ramener le bonus défensif. L'Angleterre défait ensuite largement l'équipe chilienne sur le score de 71 à 0 et se positionne ainsi sérieusement, avec trois victoires dont deux avec bonus offensifs, comme probable première de la poule. La victoire du Japon contre les Samoa, sans bonus offensif, permet à l'Angleterre de valider définitivement la première place quelle que soit l'issue des matchs restants. Le Chili termine son mondial par une quatrième défaite et sans bonus remporté face au voisin argentin.
Les Samoa ne sont pas loin de réaliser l'exploit face à l'Angleterre. Un essai dans les dix dernières minutes permet toutefois aux Anglais de remporter la rencontre sur la plus petite des marges. Le dernier match entre le Japon et l'Argentine, qualifié de huitième de finale en raison de leur nombre de points de classement équivalents, voit la victoire et la qualification des Pumas par 39 à 27. L'équipe nipponne ne parvient ainsi pas à réitérer son exploit de la précédente édition, malgré un écart de score de seulement un point lors de la mi-temps.

### Phase à élimination directe

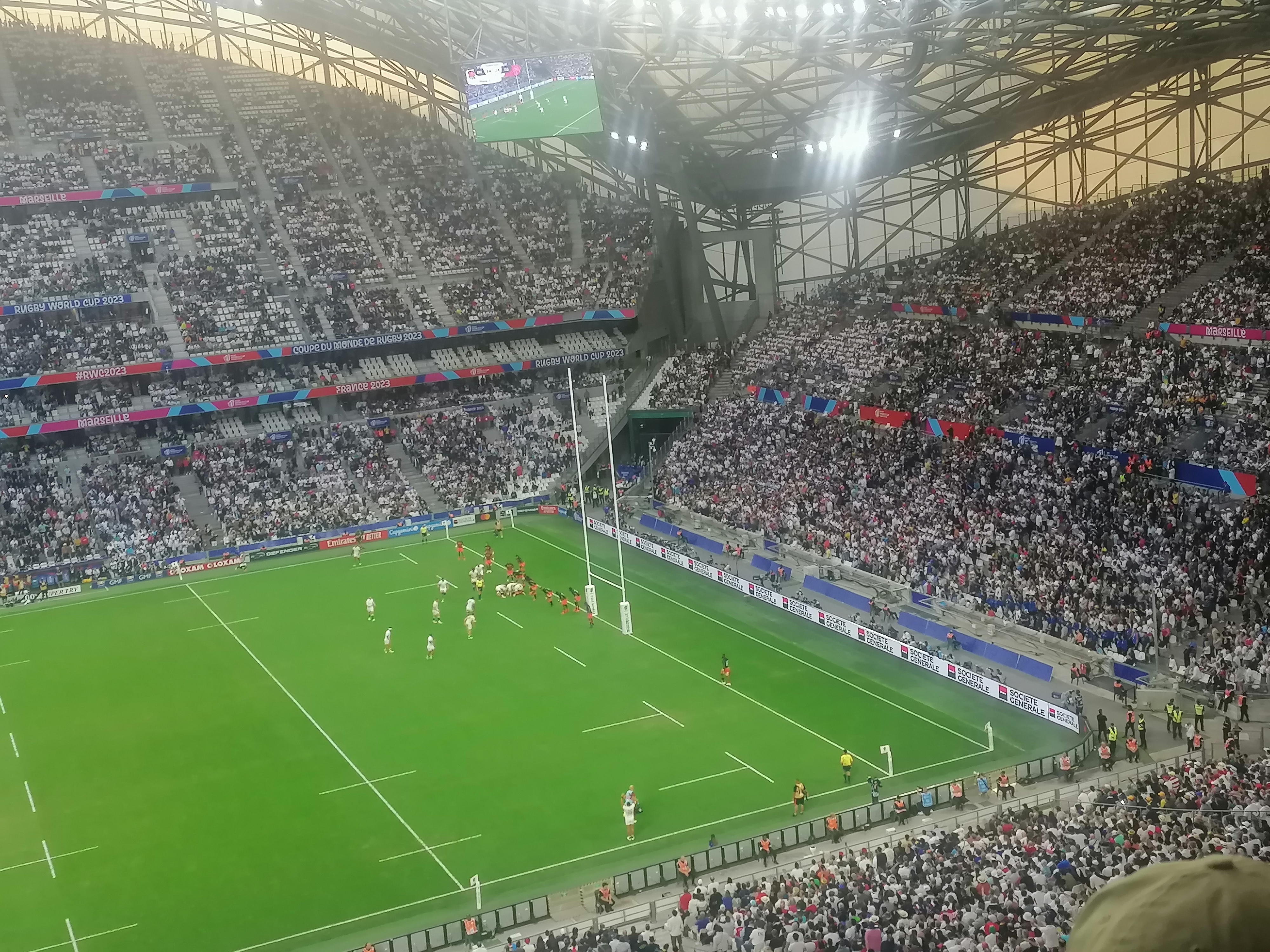
Le quart de finale entre l’Angleterre et les Fidji à Marseille.
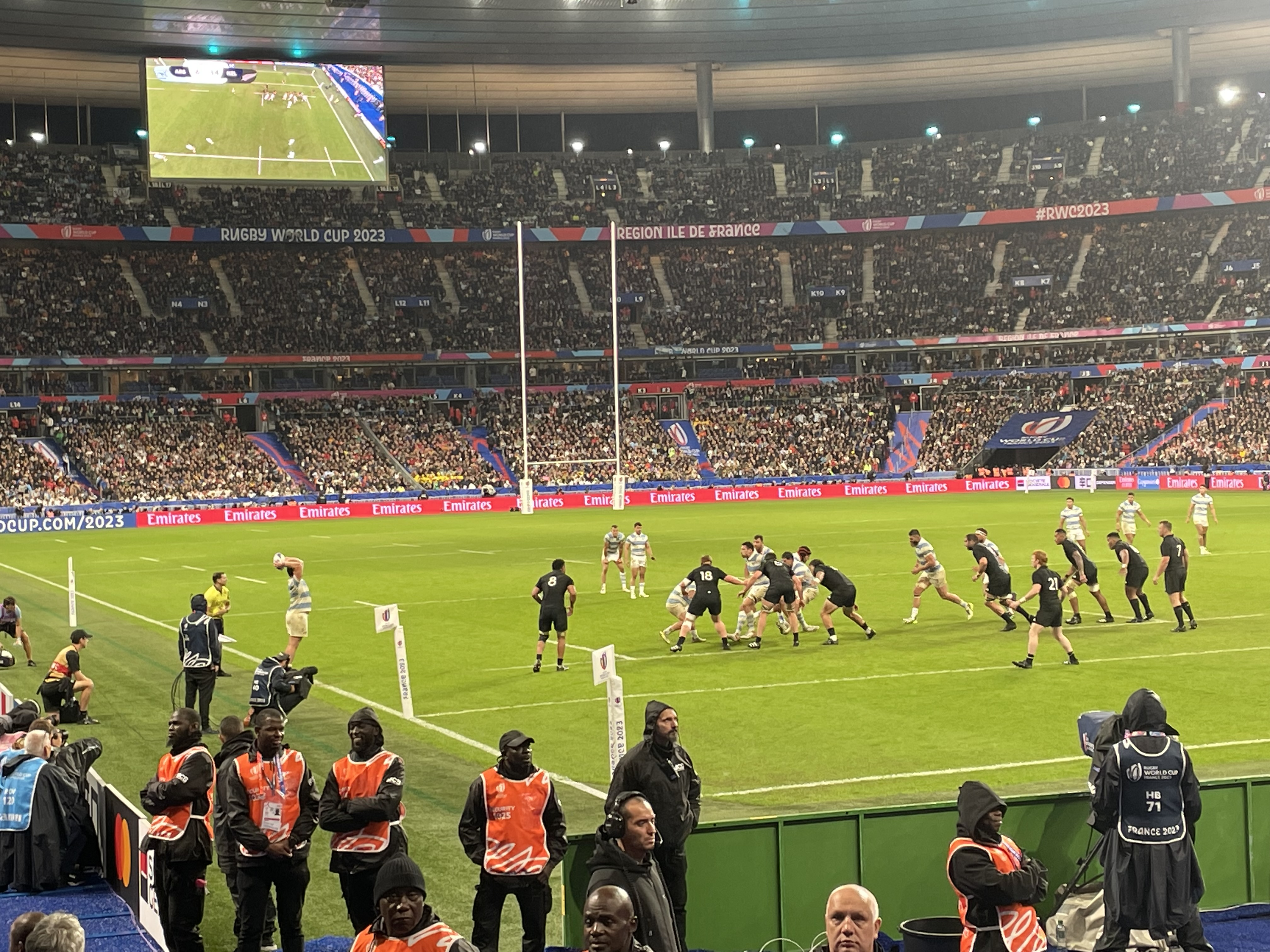
Demi-finale entre l’Argentine et la Nouvelle-Zélande, largement remportée par les All Blacks.
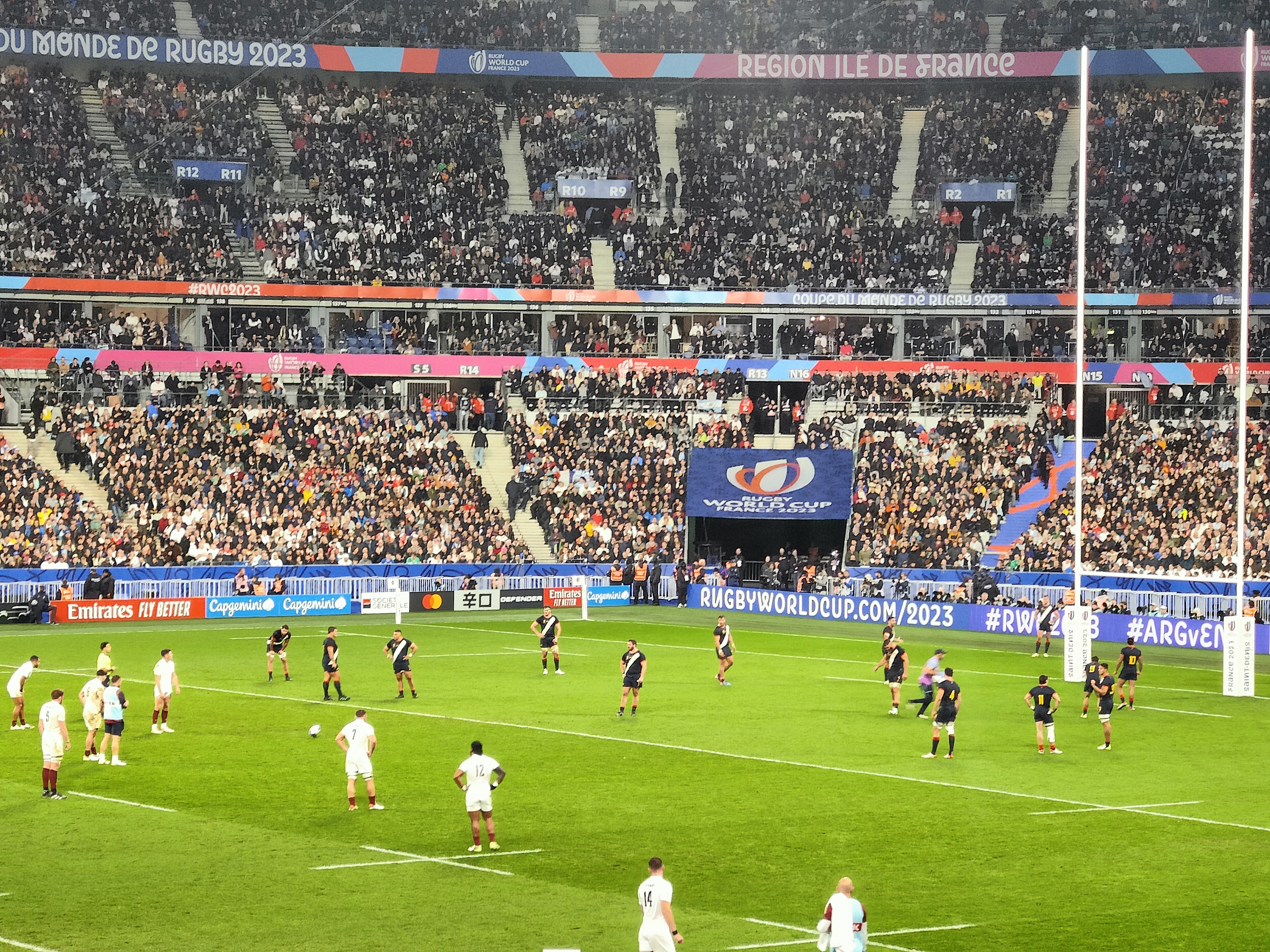
L’ Angleterre obtient la troisième place aux dépens de l’Argentine.

#### Tableau final
|  | Quarts de finale                   | Quarts de finale                   | Quarts de finale                   | Quarts de finale                   |                  |                  | Demi-finales                       | Demi-finales                       | Demi-finales                       | Demi-finales                       |                                    |                                    | Finale                             | Finale                             | Finale                             | Finale                             |
|  |                                    |                                    |                                    |                                    |                  |                  |                                    |                                    |                                    |                                    |                                    |                                    |                                    |                                    |                                    |                                    |
|  | 14 octobre 2023 au stade Vélodrome | 14 octobre 2023 au stade Vélodrome | 14 octobre 2023 au stade Vélodrome | 14 octobre 2023 au stade Vélodrome |                  |                  | 20 octobre 2023 au Stade de France | 20 octobre 2023 au Stade de France | 20 octobre 2023 au Stade de France | 20 octobre 2023 au Stade de France |                                    |                                    | 28 octobre 2023 au Stade de France | 28 octobre 2023 au Stade de France | 28 octobre 2023 au Stade de France | 28 octobre 2023 au Stade de France |
|  | 14 octobre 2023 au stade Vélodrome | 14 octobre 2023 au stade Vélodrome | 14 octobre 2023 au stade Vélodrome | 14 octobre 2023 au stade Vélodrome |                  |                  | 20 octobre 2023 au Stade de France | 20 octobre 2023 au Stade de France | 20 octobre 2023 au Stade de France | 20 octobre 2023 au Stade de France |                                    |                                    | 28 octobre 2023 au Stade de France | 28 octobre 2023 au Stade de France | 28 octobre 2023 au Stade de France | 28 octobre 2023 au Stade de France |
|  | C1                                 | Pays de Galles                     | 17                                 | 17                                 |                  |                  | 20 octobre 2023 au Stade de France | 20 octobre 2023 au Stade de France | 20 octobre 2023 au Stade de France | 20 octobre 2023 au Stade de France |                                    |                                    | 28 octobre 2023 au Stade de France | 28 octobre 2023 au Stade de France | 28 octobre 2023 au Stade de France | 28 octobre 2023 au Stade de France |
|  | C1                                 | Pays de Galles                     | 17                                 | 17                                 |                  |                  | 20 octobre 2023 au Stade de France | 20 octobre 2023 au Stade de France | 20 octobre 2023 au Stade de France | 20 octobre 2023 au Stade de France |                                    |                                    | 28 octobre 2023 au Stade de France | 28 octobre 2023 au Stade de France | 28 octobre 2023 au Stade de France | 28 octobre 2023 au Stade de France |
|  | D2                                 | Argentine                          | 29                                 | 29                                 |                  |                  | 20 octobre 2023 au Stade de France | 20 octobre 2023 au Stade de France | 20 octobre 2023 au Stade de France | 20 octobre 2023 au Stade de France |                                    |                                    | 28 octobre 2023 au Stade de France | 28 octobre 2023 au Stade de France | 28 octobre 2023 au Stade de France | 28 octobre 2023 au Stade de France |
|  | D2                                 | Argentine                          | 29                                 | 29                                 | Argentine        | Argentine        | 6                                  | 6                                  |                                    |                                    |                                    |                                    | 28 octobre 2023 au Stade de France | 28 octobre 2023 au Stade de France | 28 octobre 2023 au Stade de France | 28 octobre 2023 au Stade de France |
|  | 14 octobre 2023 au Stade de France |                                    |                                    |                                    | Argentine        | Argentine        | 6                                  | 6                                  |                                    |                                    |                                    |                                    | 28 octobre 2023 au Stade de France | 28 octobre 2023 au Stade de France | 28 octobre 2023 au Stade de France | 28 octobre 2023 au Stade de France |
|  |                                    |                                    | Nouvelle-Zélande                   | Nouvelle-Zélande                   | 44               | 44               |                                    |                                    |                                    |                                    |                                    |                                    | 28 octobre 2023 au Stade de France | 28 octobre 2023 au Stade de France | 28 octobre 2023 au Stade de France | 28 octobre 2023 au Stade de France |
|  | B1                                 | Irlande                            | Nouvelle-Zélande                   | Nouvelle-Zélande                   | 44               | 44               | 24                                 | 24                                 |                                    |                                    |                                    |                                    | 28 octobre 2023 au Stade de France | 28 octobre 2023 au Stade de France | 28 octobre 2023 au Stade de France | 28 octobre 2023 au Stade de France |
|  | B1                                 | Irlande                            | 21 octobre 2023 au Stade de France |                                    |                  |                  | 24                                 | 24                                 |                                    |                                    |                                    |                                    | 28 octobre 2023 au Stade de France | 28 octobre 2023 au Stade de France | 28 octobre 2023 au Stade de France | 28 octobre 2023 au Stade de France |
|  | A2                                 | Nouvelle-Zélande                   | 28                                 | 28                                 |                  |                  |                                    |                                    |                                    |                                    |                                    |                                    | 28 octobre 2023 au Stade de France | 28 octobre 2023 au Stade de France | 28 octobre 2023 au Stade de France | 28 octobre 2023 au Stade de France |
|  | A2                                 | Nouvelle-Zélande                   | 28                                 | 28                                 | Nouvelle-Zélande | Nouvelle-Zélande | 11                                 | 11                                 |                                    |                                    |                                    |                                    |                                    |                                    |                                    |                                    |
|  | 15 octobre 2023 au stade Vélodrome |                                    |                                    |                                    | Nouvelle-Zélande | Nouvelle-Zélande | 11                                 | 11                                 |                                    |                                    |                                    |                                    |                                    |                                    |                                    |                                    |
|  |                                    |                                    | Afrique du Sud                     | Afrique du Sud                     | 12               | 12               |                                    |                                    |                                    |                                    |                                    |                                    |                                    |                                    |                                    |                                    |
|  | D1                                 | Angleterre                         | Afrique du Sud                     | Afrique du Sud                     | 12               | 12               | 30                                 | 30                                 |                                    |                                    |                                    |                                    |                                    |                                    |                                    |                                    |
|  | D1                                 | Angleterre                         |                                    |                                    |                  |                  |                                    |                                    |                                    |                                    |                                    |                                    |                                    |                                    |                                    |                                    |
|  | C2                                 | Fidji                              | 24                                 | 24                                 |                  |                  |                                    |                                    |                                    |                                    |                                    |                                    |                                    |                                    |                                    |                                    |
|  | C2                                 | Fidji                              | 24                                 | 24                                 | Angleterre       | Angleterre       | 15                                 | 15                                 | Match pour la troisième place      | Match pour la troisième place      | Match pour la troisième place      | Match pour la troisième place      |                                    |                                    |                                    |                                    |
|  | 15 octobre 2023 au Stade de France |                                    |                                    |                                    | Angleterre       | Angleterre       | 15                                 | 15                                 | Match pour la troisième place      | Match pour la troisième place      | Match pour la troisième place      | Match pour la troisième place      |                                    |                                    |                                    |                                    |
|  |                                    |                                    | Afrique du Sud                     | Afrique du Sud                     | 16               | 16               |                                    |                                    | 27 octobre 2023 au Stade de France | 27 octobre 2023 au Stade de France | 27 octobre 2023 au Stade de France | 27 octobre 2023 au Stade de France |                                    |                                    |                                    |                                    |
|  | A1                                 | France                             | Afrique du Sud                     | Afrique du Sud                     | 16               | 16               | 28                                 | 28                                 | 27 octobre 2023 au Stade de France | 27 octobre 2023 au Stade de France | 27 octobre 2023 au Stade de France | 27 octobre 2023 au Stade de France |                                    |                                    |                                    |                                    |
|  | A1                                 | France                             |                                    |                                    |                  |                  |                                    | 28                                 |                                    |                                    | Argentine                          | Argentine                          | 23                                 | 23                                 |                                    |                                    |
|  | B2                                 | Afrique du Sud                     | 29                                 | 29                                 |                  |                  |                                    |                                    |                                    |                                    | Argentine                          | Argentine                          | 23                                 | 23                                 |                                    |                                    |
|  | B2                                 | Afrique du Sud                     | 29                                 | 29                                 | Angleterre       | Angleterre       | 26                                 | 26                                 |                                    |                                    |                                    |                                    |                                    |                                    |                                    |                                    |
|  |                                    |                                    |                                    |                                    |                  |                  |                                    |                                    |                                    |                                    |                                    |                                    |                                    |                                    |                                    |                                    |

#### Quarts de finale
| Quart de finale 1 14 octobre 2023 17 h CEST | Pays de Galles                                                                                                   | 17 - 29 (10 - 6) | Argentine | Stade Vélodrome, Marseille 62 576 spectateurs Arbitre : Jaco Peyper puis (16e) Karl Dickson |
| Quart de finale 1 14 octobre 2023 17 h CEST | Essai(s) : 2 Biggar (15e), T.Williams (57e) Transformation(s) : 2 Biggar (15e, 57e) Pénalité(s) : 1 Biggar (21e) | Rapport          | Essai(s) : 2 Sclavi (68e), Sánchez (77e) Transformation(s) : 2 Boffelli (68e, 77e) Pénalité(s) : 5 Boffelli (39e, 40e+4, 44e, 45e), Sánchez (80e) | Stade Vélodrome, Marseille 62 576 spectateurs Arbitre : Jaco Peyper puis (16e) Karl Dickson |
| Quart de finale 1 14 octobre 2023 17 h CEST | | Rapport          | | Stade Vélodrome, Marseille 62 576 spectateurs Arbitre : Jaco Peyper puis (16e) Karl Dickson |

| Quart de finale 2 14 octobre 2023 21 h CEST | Irlande | 24 - 28 (17 - 18) | Nouvelle-Zélande | Stade de France, Saint-Denis 78 845 spectateurs Arbitre : Wayne Barnes |
| Quart de finale 2 14 octobre 2023 21 h CEST | Essai(s) : 3 Aki (27e), Gibson-Park (39e), de pénalité (63e) Transformation(s) : 3 Sexton (27e, 39e), de pénalité (63e) Pénalité(s) : 1 Sexton (24e) | Rapport           | Essai(s) : 3 Fainga'anuku (20e), Savea (33e), Jordan (53e) Transformation(s) : 2 Mo'unga (20e), J. Barrett (53e) Pénalité(s) : 3 Mo'unga (9e), J. Barrett (15e, 68e) | Stade de France, Saint-Denis 78 845 spectateurs Arbitre : Wayne Barnes |
| Quart de finale 2 14 octobre 2023 21 h CEST | | Rapport           | | Stade de France, Saint-Denis 78 845 spectateurs Arbitre : Wayne Barnes |

| Quart de finale 3 15 octobre 2023 17 h CEST | Angleterre | 30 - 24 (21 - 10) | Fidji | Stade Vélodrome, Marseille 61 863 spectateurs Arbitre : Mathieu Raynal |
| Quart de finale 3 15 octobre 2023 17 h CEST | Essai(s) : 2 Tuilagi (14e), Marchant (23e) Transformation(s) : 1 Farrell (23e) Pénalité(s) : 5 Farrell (11e, 34e, 38e, 54e, 77e) Drop(s) : 1 Farrell (71e) | Rapport           | Essai(s) : 3 Mata (28e), Ravai (64e), Botitu (68e) Transformation(s) : 3 Lomani (28e), Kuruvoli (64e, 68e) Pénalité(s) : 1 Lomani (20e) | Stade Vélodrome, Marseille 61 863 spectateurs Arbitre : Mathieu Raynal |
| Quart de finale 3 15 octobre 2023 17 h CEST | | Rapport           | | Stade Vélodrome, Marseille 61 863 spectateurs Arbitre : Mathieu Raynal |

| Quart de finale 4 15 octobre 2023 21 h CEST | France | 28 - 29 (22 - 19) | Afrique du Sud | Stade de France, Saint-Denis 79 486 spectateurs Arbitre : Ben O'Keeffe |
| Quart de finale 4 15 octobre 2023 21 h CEST | Essai(s) : 3 Baille (5e, 31e), Mauvaka (21e) Transformation(s) : 2 Ramos (5e, 31e) Pénalité(s) : 3 (40e, 53e, 72e) | Rapport           | Essai(s) : 4 Arendse (8e), de Allende (18e), Kolbe (26e), Etzebeth (66e) Transformation(s) : 3 Libbok (8e, 26e, 66e) Pénalité(s) : 1 Pollard (68e) | Stade de France, Saint-Denis 79 486 spectateurs Arbitre : Ben O'Keeffe |
| Quart de finale 4 15 octobre 2023 21 h CEST | | Rapport           | | Stade de France, Saint-Denis 79 486 spectateurs Arbitre : Ben O'Keeffe |

#### Demi-finales
| Demi-finale 1 20 octobre 2023 21 h CEST | Argentine                          | 6 - 44 (6 - 20) | Nouvelle-Zélande | Stade de France, Saint-Denis 77 653 spectateurs Arbitre : Angus Gardner |
| Demi-finale 1 20 octobre 2023 21 h CEST | Pénalité(s) : 2 Boffelli (5e, 31e) | Rapport         | Essai(s) : 7 Jordan (11e, 62e, 73e), J. Barrett (16e), Frizell (40e+2, 49e), Smith (42e) Transformation(s) : 3 Mo'unga (12e, 43e, 50e) Pénalité(s) : 1 Mo'unga (31e) Carton(s) jaune(s) : 1 S. Barrett (65e) | Stade de France, Saint-Denis 77 653 spectateurs Arbitre : Angus Gardner |
| Demi-finale 1 20 octobre 2023 21 h CEST |                                    | Rapport         | | Stade de France, Saint-Denis 77 653 spectateurs Arbitre : Angus Gardner |

| Demi-finale 2 21 octobre 2023 21 h CEST | Angleterre                                                            | 15 - 16 (12 - 6) | Afrique du Sud                                                                                                 | Stade de France, Saint-Denis 78 098 spectateurs Arbitre : Ben O'Keeffe |
| Demi-finale 2 21 octobre 2023 21 h CEST | Pénalité(s) : 4 Farrell (3e, 10e, 24e, 39e) Drop(s) : 1 Farrell (53e) | Rapport          | Essai(s) : 1 Snyman (69e) Transformation(s) : 1 Pollard (70e) Pénalité(s) : 3 Libbok (21e), Pollard (35e, 78e) | Stade de France, Saint-Denis 78 098 spectateurs Arbitre : Ben O'Keeffe |
| Demi-finale 2 21 octobre 2023 21 h CEST |                                                                       | Rapport          | | Stade de France, Saint-Denis 78 098 spectateurs Arbitre : Ben O'Keeffe |

#### Match pour la troisième place
| 27 octobre 2023 21 h CEST | Argentine | 23 - 26 (10 - 16) | Angleterre | Stade de France, Saint-Denis 77 604 spectateurs Arbitre : Nic Berry |
| 27 octobre 2023 21 h CEST | Essai(s) : 2 Cubelli (36e), S. Carreras (42e) Transformation(s) : 2 Boffelli (37e, 43e) Pénalité(s) : 3 Boffelli (24e, 50e), Sanchez (68e) | Rapport           | Essai(s) : 2 Earl (7e), Dan (44e) Transformation(s) : 2 Farrell (9e, 45e) Pénalité(s) : 4 Farrell (3e, 13e, 30e, 65e) | Stade de France, Saint-Denis 77 604 spectateurs Arbitre : Nic Berry |
| 27 octobre 2023 21 h CEST | | Rapport           | | Stade de France, Saint-Denis 77 604 spectateurs Arbitre : Nic Berry |

#### Finale
| 28 octobre 2023 21 h CEST | Nouvelle-Zélande | 11 - 12 (6 - 12) | Afrique du Sud                                                                               | Stade de France, Saint-Denis 80 065 spectateurs Arbitre : Wayne Barnes |
| 28 octobre 2023 21 h CEST | Essai(s) : 1 B. Barrett (58e) Pénalité(s) : 2 Mon'unga (17e, 38e) Carton(s) jaune(s) : 1 Frizell (3e) Carton(s) rouge(s) : 1 Cane (29e) | Rapport          | Pénalité(s) : 4 Pollard (3e, 13e, 19e, 34e) Carton(s) jaune(s) : 2 Kolisi (46e), Kolbe (74e) | Stade de France, Saint-Denis 80 065 spectateurs Arbitre : Wayne Barnes |
| 28 octobre 2023 21 h CEST | | Rapport          |                                                                                              | Stade de France, Saint-Denis 80 065 spectateurs Arbitre : Wayne Barnes |

## Statistiques

### Meilleurs marqueurs d'essais
| Rang | Joueur                 | Pays             | Essais |
| ---- | ---------------------- | ---------------- | ------ |
| 1    | Will Jordan            | Nouvelle-Zélande | 8      |
| 2    | Damian Penaud          | France           | 6      |
| 3    | Henry Arundell         | Angleterre       | 5      |
| -    | Damian McKenzie        | Nouvelle-Zélande | 5      |
| -    | Leicester Fainga'anuku | Nouvelle-Zélande | 5      |
| -    | Bundee Aki             | Irlande          | 5      |
| -    | Louis Rees-Zammit      | Pays de Galles   | 5      |
| -    | Darcy Graham           | Écosse           | 5      |
| 9    | Cobus Reinach          | Afrique du Sud   | 4      |
| -    | Louis Bielle-Biarrey   | France           | 4      |
| -    | Aaron Smith            | Nouvelle-Zélande | 4      |

### Meilleurs réalisateurs
| Rang | Joueur            | Pays             | Points | Essais | Transf. | Pén. | Drops |
| ---- | ----------------- | ---------------- | ------ | ------ | ------- | ---- | ----- |
| 1    | Owen Farrell      | Angleterre       | 75     | 0      | 12      | 15   | 2     |
| 2    | Thomas Ramos      | France           | 74     | 1      | 21      | 9    | 0     |
| 3    | Emiliano Boffelli | Argentine        | 67     | 2      | 9       | 13   | 0     |
| 4    | Jonathan Sexton   | Irlande          | 58     | 3      | 17      | 3    | 0     |
| 5    | Richie Mo'unga    | Nouvelle-Zélande | 56     | 1      | 18      | 5    | 0     |
| 5    | Damian McKenzie   | Nouvelle-Zélande | 53     | 5      | 14      | 0    | 0     |
| 7    | Rikiya Matsuda    | Japon            | 46     | 0      | 11      | 8    | 0     |
| 8    | Ben Donaldson     | Australie        | 45     | 2      | 7       | 7    | 0     |
| 9    | George Ford       | Angleterre       | 41     | 0      | 4       | 8    | 3     |
| 10   | Will Jordan       | Nouvelle-Zélande | 40     | 8      | 0       | 0    | 0     |

### Bilan par équipe
Outre les quatre premiers, les équipes sont classées (à titre indicatif) selon :
1. la phase de la compétition atteinte ;
2. le classement à l'issue du premier tour ;
3. les points de classement à l'issue du premier tour ;
4. la différence de points sur l'ensemble de la compétition.

| Rang              | Phase             | Équipe            | Résultats | Résultats | Résultats | Résultats | Résultats | Résultats | Résultats | Essais | Essais | Essais | Poule | Poule | Bonus | Bonus | Sanctions | Sanctions | CDM 2019     | Classt avant (3 Sep) | Classt après (30 Oct) |
| Rang              | Phase             | Équipe            | J         | V         | N         | D         | PM        | PE        | Diff.     | EM     | EE     | Diff.  | Rang  | Pts   | Off.  | Déf.  |           |           | CDM 2019     | Classt avant (3 Sep) | Classt après (30 Oct) |
| ----------------- | ----------------- | ----------------- | --------- | --------- | --------- | --------- | --------- | --------- | --------- | ------ | ------ | ------ | ----- | ----- | ----- | ----- | --------- | --------- | ------------ | -------------------- | --------------------- |
| 1                 | Vainqueur         | Afrique du Sud    | 7         | 6         | 0         | 1         | 208       | 88        | +120      | 27     | 8      | +19    | 2e    | 15    | 2     | 1     | 3         | 0         | Vainqueur    | 2e                   | 1er +1                |
| 2                 | Finaliste         | Nouvelle-Zélande  | 7         | 5         | 0         | 2         | 336       | 89        | +247      | 49     | 7      | +42    | 2e    | 15    | 3     | 0     | 5         | 2         | Troisième    | 4e                   | 3e +1                 |
| 3                 | Troisième         | Angleterre        | 7         | 6         | 0         | 1         | 221       | 102       | +119      | 21     | 9      | +12    | 1er   | 18    | 2     | 0     | 0         | 1         | Finaliste    | 8e                   | 5e +3                 |
| 4                 | Quatrième         | Argentine         | 7         | 4         | 0         | 3         | 185       | 156       | +29       | 19     | 16     | +3     | 2e    | 14    | 2     | 0     | 1         | 0         | 3e de poule  | 6e                   | 7e -1                 |
| 5                 | 1/4 de finale     | Irlande           | 5         | 4         | 0         | 1         | 214       | 74        | +140      | 30     | 8      | +22    | 1er   | 19    | 3     | 0     | 1         | 0         | 1/4 finale   | 1er                  | 2e -1                 |
| 6                 | 1/4 de finale     | Pays de Galles    | 5         | 4         | 0         | 1         | 160       | 88        | +72       | 19     | 10     | +9     | 1er   | 19    | 3     | 0     | 3         | 0         | Quatrième    | 10e                  | 8e +2                 |
| 7                 | 1/4 de finale     | France            | 5         | 4         | 0         | 1         | 238       | 61        | +177      | 30     | 9      | +21    | 1er   | 18    | 2     | 0     | 1         | 0         | 1/4 finale   | 3e                   | 4e -1                 |
| 8                 | 1/4 de finale     | Fidji             | 5         | 2         | 0         | 3         | 112       | 113       | -1        | 12     | 11     | +1     | 2es   | 11    | 1     | 2     | 5         | 0         | 3es de poule | 7es                  | 10es -3               |
| 9                 | 3e poule C        | Australie         | 4         | 2         | 0         | 2         | 90        | 91        | -1        | 11     | 8      | -3     | 3e    | 11    | 2     | 1     | 2         | 0         | 1/4 finale   | 9e                   | 9e =                  |
| 10                | 3e poule B        | Écosse            | 4         | 2         | 0         | 2         | 146       | 71        | +75       | 21     | 10     | +11    | 3e    | 10    | 2     | 0     | 1         | 0         | 3e de poule  | 5e                   | 6e -1                 |
| 11                | 3e poule A        | Italie            | 4         | 2         | 0         | 2         | 114       | 181       | -67       | 15     | 25     | -10    | 3e    | 10    | 2     | 0     | 2         | 0         | 3e de poule  | 13e                  | 11e +2                |
| 12                | 3e poule D        | Japon             | 4         | 2         | 0         | 2         | 109       | 107       | +2        | 12     | 14     | -2     | 3e    | 9     | 1     | 0     | 3         | 0         | 1/4 finale   | 14e                  | 12e +2                |
| 13                | 4es poule D       | Samoa             | 4         | 1         | 0         | 3         | 92        | 75        | +17       | 11     | 7      | +4     | 4es   | 7     | 1     | 2     | 5         | 1         | 4es de poule | 12es                 | 15es -3               |
| 14                | 4e poule C        | Portugal          | 4         | 1         | 1         | 2         | 64        | 103       | -39       | 8      | 13     | -5     | 4e    | 6     | 0     | 0     | 2         | 1         | Absent       | 16e                  | 13e +3                |
| 15                | 4es poule B       | Tonga             | 4         | 1         | 0         | 3         | 96        | 177       | -81       | 13     | 25     | -12    | 4es   | 5     | 1     | 0     | 2         | 1         | 4es de poule | 15es                 | 16es -1               |
| 16                | 4e poule A        | Uruguay           | 4         | 1         | 0         | 3         | 65        | 164       | -99       | 9      | 21     | -12    | 4e    | 5     | 1     | 0     | 1         | 0         | 5e de poule  | 17e                  | 17e =                 |
| 17                | 5e poule C        | Géorgie           | 4         | 0         | 1         | 3         | 64        | 113       | -49       | 7      | 14     | -7     | 5e    | 3     | 0     | 1     | 2         | 0         | 4e de poule  | 11e                  | 14e -3                |
| 18                | 5e poule D        | Chili             | 4         | 0         | 0         | 4         | 27        | 215       | -188      | 4      | 30     | -26    | 5e    | 0     | 0     | 0     | 5         | 0         | Absent       | 22e                  | 22e =                 |
| 19                | 5e poule A        | Namibie           | 4         | 0         | 0         | 4         | 37        | 255       | -218      | 3      | 37     | -34    | 5e    | 0     | 0     | 0     | 4         | 2         | 4e de poule  | 21e                  | 21e =                 |
| 20                | 5e poule B        | Roumanie          | 4         | 0         | 0         | 4         | 32        | 287       | -255      | 4      | 43     | -38    | 5e    | 0     | 0     | 0     | 5         | 0         | Absente      | 19e                  | 20e -1                |
| Total             | Total             | Total             | 48        | 47        | 1         | 47        | 2 610     | 2 610     | 0         | 325    | 325    | 0      | –     | 195   | 28    | 7     | 54        | 8         | –            |                      |                       |
| Moyenne par match | Moyenne par match | Moyenne par match | –         | –         | –         | –         | 54,4      | 54,4      | –         | 6,77   | 6,77   | –      | –     | –     | –     | –     | 1,125     | 0,166     | –            |                      |                       |

## Partenaires
| Partenaires mondiaux   | Asahi, Capgemini, Emirates, Land Rover, Mastercard, Société générale |
| Partenaires officiels  | GL Events, GMF, Loxam, Orange, Proman, SNCF, TotalEnergies, Vivendi |
| Fournisseurs officiels | Andros (alimentaire), BKT Ltd., Canon, Eden Park (prêt-à-porter), EF (éducation), Facebook, Geodis, Gilbert (ballons), Hewlett-Packard, Invivo (agriculture), Macron (équipement sportif), Mitsubishi Electric (industrie électronique), Taisho Pharmaceutical, Tudor (horlogerie) |
| Supporteurs officiels  | Accor, Aramis Rugby, France Pare-brise, Groupe Casino, Koezio, PPA Business School, RATP, Sage, Volvic |

## Audiences
Au niveau mondial, la compétition devient le tournoi de rugby à XV le plus regardé de tous les temps avec les 1,33 milliards d'heures de visionnages à travers toutes les plateformes. Elle compte 30% d'audience de plus qu'en 2015 et 19% de plus qu'en 2019,.
Au niveau national, celle-ci conquit de nouveaux marchés tels que les États-Unis (11,1 millions, 136%), l'Allemagne (15,2 millions, 27%), deux pays non qualifiés, ou encore l'Italie (16,1 millions) soit 70% de plus qu'en 2015. En France, 481 millions d'heures ont été visionné, soit plus que quiconque. Au Japon, organisateur de la compétition précédente, 175,9 millions d'heures sont visionnées, soit 221% de plus qu'en 2015, les classant troisième derrière le Royaume-Uni (361 millions) en termes de visionnage,.
La finale connaît 94 millions d'heures de visionnage, suivie par le quart de finale entre la France et l'Afrique du Sud avec 69 millions.

## Diffuseurs
- Afrique 
  - Afrique du Sud et Afrique subsaharienne : SABC[45] et SuperSport (en)[46]
  - Afrique du Nord : StarzPlay[46]
  - Benin, Burundi, Burkina Faso, Cameroun, République centrafricaine, Congo, RDC, Côte d'Ivoire, Gabon, Guinée, Madagascar, Mali, île Maurice, Niger, Rwanda, Sénégal, Seychelles, Tchad, Togo : New World TV[46]

- Amérique
  -  Canada : TSN[47]
  -  États-Unis : NBC Sports[48]
  - Amérique latine et Caraïbes : Star+[47]
  - Caraïbes : ESPN et Star+[47]

- Asie et Océanie
  -  Australie : Stan[49]
  -  Îles Cook : Cook Islands Television[49]
  -  Corée du Sud : Coupang[49]
  -  Fidji : Fiji TV (en)[49]
  -  Inde : FanCode (en)[49]
  -  Japon : J Sports, Nippon TV, NHK[50], et DAZN[49]
  -  Nouvelle-Zélande : Sky, Sky Open[51] et Stuff[49]
  -  Papouasie-Nouvelle-Guinée : Digicel et EM TV[49]
  -  Samoa : TV1[49]
  -  Îles Salomon : Telekom Television Ltd[49]
  -  Tonga : Digicel et TBC[49]
  -  Vanuatu : VBTC[49]
  - Asie-Pacifique : BeIn Sports[49]
  -  Chine,  Mongolie,  Birmanie,  Corée du Sud,  Vietnam,  Turkménistan : Rugby Pass TV[49]
  -  Inde,  Afghanistan,  Bangladesh,  Bhoutan,  Maldives,  Népal,  Pakistan : SonyLIV (en)[49]
  - Moyen-Orient : StarzPlay[46]

- Europe
  -  Andorre,  Espagne : Movistar Plus+[52]
  -  Autriche,  Allemagne,  Suisse : ProSieben Maxx et RAN[52]
  -  Belgique : Telenet[52]
  -  Bulgarie : BNT et Rugby Pass TV[52]
  -  France : TF1[53], France Télévisions et M6[54]
  -  Géorgie : 1TV[52]
  -  Irlande : RTE et Virgin Media (en)[55]
  -  Israël : Sport1[52]
  -  Italie,  Saint-Marin,  Vatican : RAI et Sky Sport Italia (en)[56]
  -  Luxembourg : TF1[52]
  -  Malte : TVMsport+[52]
  -  Pays-Bas : Ziggo (en)[52]
  -  Pologne : Polsat[52]
  -  Portugal : RTP et Sport TV[52]
  -  Roumanie : Digi Sport (en) et Orange Sport (en)[52]
  -  Royaume-Uni : ITV[57] et S4C[58]
  -  Suisse : SRF[52]
  -  Tchéquie : Česká televize[52]
  -  Turquie : S Sport (tr)[52]
  -  Albanie,  Chypre,  Grèce,  Hongrie,  Liechtenstein,  Slovaquie,  Ukraine : Rugby Pass TV[52]
  -  Bosnie-Herzégovine,  Croatie,  Kosovo,  Macédoine du Nord,  Monténégro,  Serbie,  Slovénie : Sport Klub[52]
  -  Danemark,  Finlande,  Islande,  Norvège,  Suède : Viaplay[52]
  -  Estonie,  Lettonie,  Lituanie : TV3[52]